# Equilíbrio postural

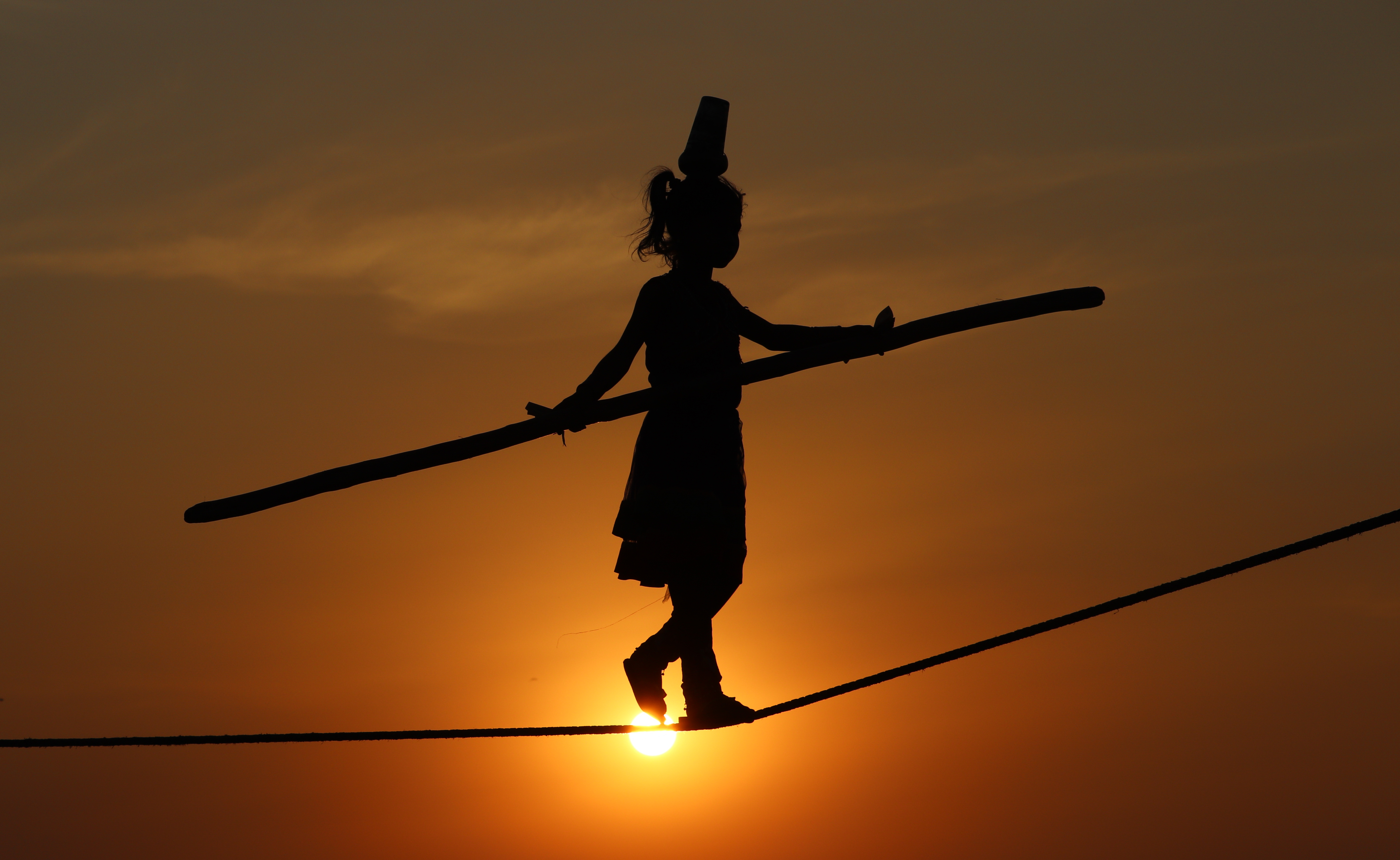
Menina equilibrista praticando a antiga arte popular indiana chamada Baunsa Rani (Rainha do Bambu).

Equilíbrio postural é a manutenção da posição de equilíbrio estático do corpo de um animal. Nos vertebrados, o equilíbrio postural é controlado por vários receptores sensoriais. No homem, atuam, no equilíbrio, os olhos, o sistema vestibular do ouvido interno e os proprioceptores localizados nas articulações e nos músculos. Daqui, resulta que afecções em qualquer um desses órgãos podem levar a transtornos no equilíbrio.
Importante mencionar que o equilíbrio estático é uma habilidade fundamental para o ser humano e especialmente na Educação Física, referindo-se à capacidade de uma pessoa manter uma posição estável e controlada sem se mover. Este tipo de equilíbrio envolve a coordenação, controle da postura e posição do corpo contra as forças advinda da gravidade. Esse tipo de equilíbrio é essencial para diversas atividades físicas e esportes, como ginástica, yoga e levantamento de peso.

## Sistema Vestibular
É o sistema que une todos os órgãos responsáveis pelo equilíbrio, principalmente o labirinto, que determina a equilíbriocepção através do flúido endolinfa presente no labirinto.